# Safra Catz
Safra A. Catz (en hebreo: צפרא כץ‎, nacida el 1 de diciembre de 1961) es una banquera multimillonaria y ejecutiva de tecnología estadounidense. Ella es la CEO de la Corporación Oracle. Es ejecutiva de Oracle desde abril de 1999 y miembro de la junta directiva desde 2001. En abril de 2011, fue nombrada copresidenta y directora financiera (CFO), sustituyendo a Jeff Epstein. En septiembre de 2014, Oracle anunció que Ellison dimitiría como CEO y que Mark Hurd y Catz habían sido nombrados como directores ejecutivos conjuntos.

## Biografía
Catz nació en Jolón, Israel, de padres judíos. Su padre era un inmigrante de Rumanía. Se mudó de Israel a Brookline, Massachusetts a la edad de seis años.
Catz se graduó en el Brookline High School. Obtuvo una licenciatura de la Escuela de Negocios Wharton de la Universidad de Pensilvania en 1983 y un doctorado de la Facultad de Derecho de la Universidad de Pensilvania en 1986.

## Carrera
Catz fue banquera en Donaldson, Lufkin & Jenrette, donde ocupó el cargo de director gerente de febrero de 1997 a marzo de 1999 y de vicepresidente sénior de enero de 1994 a febrero de 1997, y anteriormente ocupó varios puestos en la banca de inversiones desde 1986. En 1999, Catz se unió a Oracle como vicepresidente sénior. Ha sido directora no ejecutiva de la filial de Oracle Hyperion Solutions desde abril de 2007. Es miembro del consejo ejecutivo de TechNet desde marzo de 2013. Fue directora de PeopleSoft Inc. desde diciembre de 2004 y de Stellent Inc. desde diciembre de 2006.
Catz se unió a Oracle Corporation en abril de 1999. Catz se convirtió en miembro del consejo de administración de la compañía en octubre de 2001 y en presidente a principios de 2004.  Se le atribuye el mérito de haber impusado los esfuerzos de Oracle en 2005 para adquirir la empresa rival de software PeopleSoft en una adquisición de 10.3 mil millones de dólares. Catz también es CFO de la compañía, desempeñando temporalmente ese papel desde noviembre de 2005 hasta septiembre de 2008, y desde abril de 2011 hasta el presente. Mark Hurd se unió a ella como copresidente en 2010.
En 2009, fue clasificada por la revista Fortune como la 12.ª mujer más poderosa en los negocios. En 2009, fue clasificada por Forbes como la 16.ª mujer de negocios más poderosa. En 2014, fue clasificada en el 24º lugar. Según un análisis de Equilar publicado por Fortune, en 2011 fue la mujer mejor pagada entre las 1000 empresas de Fortune, recibiendo una remuneración total estimada de US$51,695,742.
Catz es profesora de contabilidad en la Escuela de Postgrado de Negocios Stanford. Fue directora del Grupo HSBC de 2008 a 2015.
Después de la elección de Donald Trump, Catz fue una de los varios CEOs de alto perfil, incluyendo a Tim Cook, Sheryl Sandberg y Jeff Bezos, invitados a hablar con el entonces presidente electo sobre la posibilidad de ocupar un puesto en la administración entrante. Según Bloomberg, fue considerada para el puesto de Representante de Comercio de EE. UU. o Director de Inteligencia Nacional.
Catz es la CEO femenina mejor pagada de cualquier compañía de EE. UU. a partir de abril de 2017, ganando 40.9 millones de dólares después de una caída del 23% en su compensación total en relación con 2016.
Catz fue elegida para el consejo de administración de The Walt Disney Company en diciembre de 2017, con efecto en febrero de 2018.
En 2020, fue clasificada por la revista Forbes como la 15.ª mujer más poderosa y la 16.ª mujer americana que se hizo a sí misma.
En enero de 2021, la revista Forbes estima un patrimonio neto de 1.2 billones de dólares.

## Participación política
Durante las Primarias presidenciales del Partido Republicano de 2016, Catz donó a la campaña de Marco Rubio. Más tarde sirvió en el equipo de transición del Presidente Trump, y los medios de comunicación la mencionaron con frecuencia como una posible funcionaria de la administración Trump. Durante el ciclo electoral de 2018, Catz donó más de 150.000 dólares a grupos e individuos alineados con los republicanos, incluyendo al Congresista Devin Nunes. Catz donó 125.000 dólares a la campaña de reelección de Donald Trump en mayo de 2020. Durante 2020, ha realizado varias donaciones a diferentes campañas republicanas de Estados Unidos.

## Vida personal
Catz está casada con Gal Tirosh y tienen dos hijos.